# خشنود

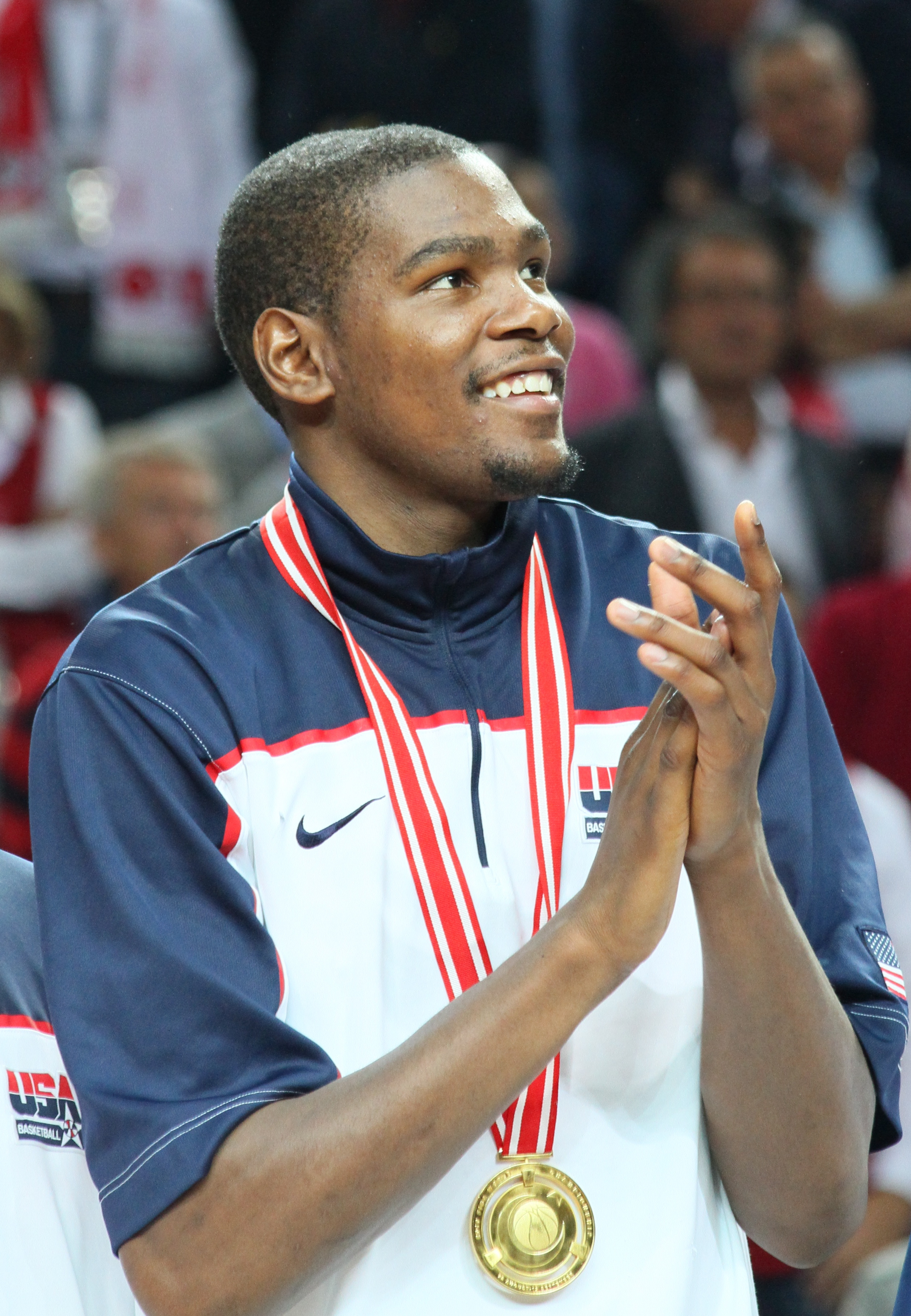
کوین دورانت بسکتبالیست آمریکایی پس از دریافت مدال طلای قهرمانی جهانی فیبا در سال ۲۰۱۰

خشنود یا خشنودی (به انگلیسی: Gratification)، واکنش احساسی لذت‌بخش شادی در پاسخ به تحقق یک خواسته یا هدف است. همچنین به عنوان یک پاسخ ناشی از برآورده شدن نیازهای اجتماعی مانند وابستگی، اجتماعی شدن، تأیید اجتماعی و به رسمیت شناختن متقابل شناسایی می‌شود.
خشنودی، مانند همه احساسات، محرک رفتار است و در کل طیف نظام‌های اجتماعی انسان ایفای نقش می‌کند.